# Yacine Qasmi
Yacine Qasmi (Pontoise, 3 gennaio 1991) è un calciatore francese naturalizzato marocchino, attaccante dell'Alcoyano.

## Carriera
Inizia la carriera da professionista nel Paris Saint-Germain, dopo essere cresciuto nel Cosmo de Taverny. Debutta fra i professionisti il 15 dicembre 2010, durante la partita di UEFA Europa League Paris Saint-Germain-Karpaty.
Nel luglio del 2011 viene acquistato dal Rennes, che lo inserisce nella seconda squadra.
A metà di agosto del 2012 viene acquistato dal Getafe.
Il 23 luglio 2016 si trasferisce al Mérida AD.